# Титаніт
Титан́іт, сфен — мінерал, силікат титану та кальцію острівної будови.
Синоніми: арпіделіт, аспіделіт, ледерит, руда бура, кастеліт, піктит, сфен. Синонім сфен (алтгр. σφήν sphén «клин») був даний титаніту через його часто клиноподібну форму кристалів. 

## Історія та етимологія
Титаніт вперше був знайдений в графітових шахтах м. Гауценберг в Баварському лісі в 1795 році і описаний німецьким хіміком Мартіном Генріхом Клапротом (1743 — 1817), який назвав мінерал за вмістом титану, що входить до складу мінералу.

## Загальний опис
Хімічна формула:
- 1. За Є. Лазаренком: CaTiO(SiO4).
- 2. За К.Фреєм, Г.Штрюбелем та З. Х. Ціммером: CaTiO[SiO4](O, OH, F).
- 3. За «Fleischer's Glossary» (2004): CaTiSiO5.

Містить (%): CaO — 28,6; TiO2 — 40,8; SiO2 — 30,6. Може бути присутня незначна кількість рідкісних земель, Fe, Al, Mg і Zr; відзначаються домішки алюмінію, заліза (гротит), марганцю (гриновіт), ніобію, танталу, ітрію (кельгауіт), барію та ін.
Містить ізоморфні домішки TR (до 12 % в кейльгауїті (ітротитаніт)), Mn (до 4 % MnO в гриновітi), Sn (до 1 % SnO в Sn-титаніті).
- Двозаломлення: +0,105 — 0,135.
- Дисперсія: 0,051.
- Поліхроїзм:
  - у зеленого — від безбарвного до зеленого;
  - у жовтого — сильний;
  - безбарвного — жовтий — рожево-бежевий;
- Блиск: від скляного до алмазного;
- Люмінесценція: відсутня.
- Прозорість — непрозорий, такий, що просвічує, іноді прозорий. Ромбо-призматичний вид симетрії.

Асоціація: альбіт, хлорит, епідот, апатит, аланіт, монацит, магнетит, ільменіт,
нефелін, біотит, діопсид, кальцит.

## Кристалографія

### Форма кристалів
Сингонія моноклінна, вид симетрії призматичний. Головні прості форми: пінакоїди {100} та {001}, призми {110} та {111} та ін.
Габітус. Для сфена характерна добра кристалографічна індивідуальність. Його пластинчасті і клиноподібні кристали мають тупі кути між гранями, внаслідок чого розрізи сфену клиноподібні. Кристали мають конвертоподібну форму з клиноподібним перетином. Зустрічається сфен у вигляді окремих кристалів, що вросли в породу або у вигляді друз на стінках тріщин. Спостерігаються двійники зростання по {100} і рідше по {001}.

### Агрегати
Утворює зернисті, голчасті, радіально-променисті агрегати. Часто наростає на інші мінерали, також утворює тонкі вкрапленики в породі, в окремих випадках — суцільні маси (зазвичай в лужних магматичних породах). У вигляді великих кристалів зустрічається в пегматитах і альпійських жилах.

## Фізичні властивості
Колір сфену жовтий, коричневий, зелений, інколи червоний, чорний, сірий. Блиск алмазний. Спайність досконала по (100), середня по (100) і (112). Можлива окремість по (100). Твердість 5-6. Питома вага 3,3-3,6.
Прозорі різновиди — напівкоштовні камені. Відрізняється яскравою грою і алмазним блиском.

## Утворення і родовища
За своїм походженням сфен — магматичний і метаморфічний мінерал; відомий гідротермального походження. Акцесорний мінерал гранітів, лужних магматичних порід, зустрічається також у гнейсах, кристалічних сланцях, кварцових жилах, а також у силікатно-карбонатних породах як результат контактового метаморфізму. Тут він виникає за рахунок перетворення первинних титаністих мінералів на контакті з вапняками.
Сфен пов'язаний переважно з лужними породами. Він є у Вишневих, Ільменських, Шишимських і Назямських горах Уралу, а також в Україні в ряді місць Українського щита як акцесорний мінерал у виверженних породах.

## Різновиди
Розрізняють:
- титаніт ітріїстий (різновид титаніту, що містить понад 12 % (Y, Ce)2O3;
- титаніт олов'янистий (різновид титаніту, який містить до 10 % Sn, що заміщає Ті).
- Гротит — різновид титаніту, містить Al (до 6,2 %), Fe3+ (до 5,9 %), TR (до 12 %).

## Розповсюдження і застосування
Титаніт — поширений мінерал титану.
У Росії на Кольському півострові видобувається попутно з магнетитом і апатитом. Потенційний рудний мінерал титану (включає до 24,5 % Ti).
Колекційний титаніт відомий зі Швейцарії, Італії (Альпи), США (штати Мен, Массачусетс, Нью-Йорк), Росії (Урал, Якутія).
Відомий також у жилах альпійського типу. Супутні мінерали: діопсид, ґранат, епідот, хлорит, кальцит, магнетит, альбіт, адуляр, скаполіт, апатит, циркон, кварц, польовий шпат, амфіболи. 
Інші знахідки: кантони Урі, Ґраубюнден, Валліс (Швейцарія), П'ємонт (Італія), шт. Мен, Массачусетс, Нью-Йорк (США), Хібіни, Якутія (РФ), а також Пакистан, Китай, Бразилія, Мадагаскар, Австрія, Канада. В Україні є в межах Українського щита.
Як руда використовується при виробництві металу титану стратегічного значення, що використовується в авіаційній і оборонній промисловості.

## Інтернет-ресурси
- Titanite "Handbook of Mineralogy" https://rruff.info/doclib/hom/titanite.pdf